# Anders Trulson

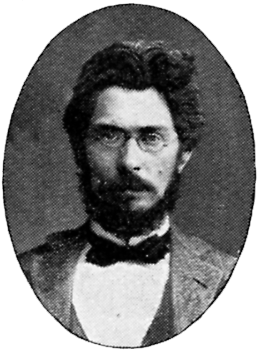
Anders Trulson.

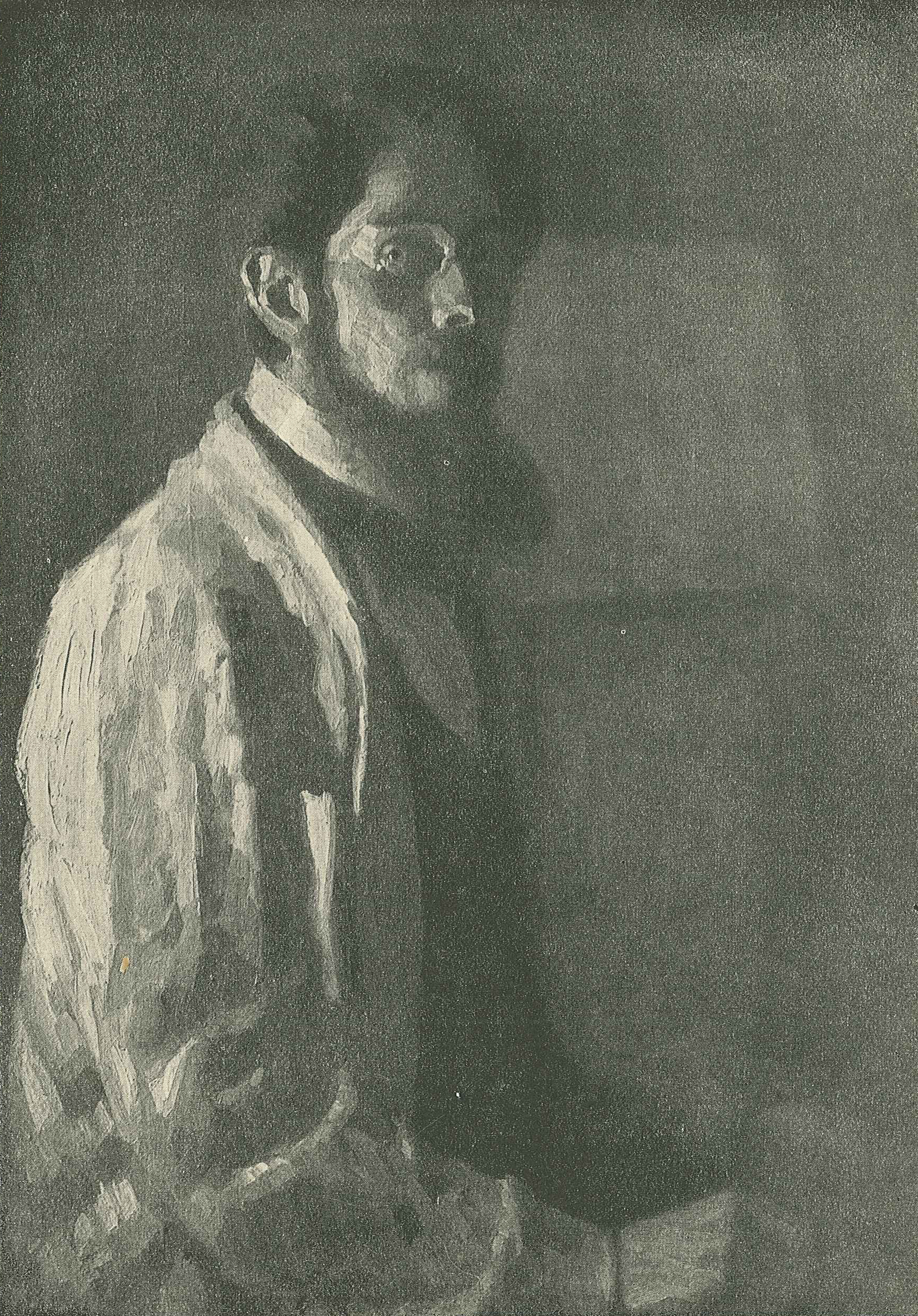
Självporträtt.

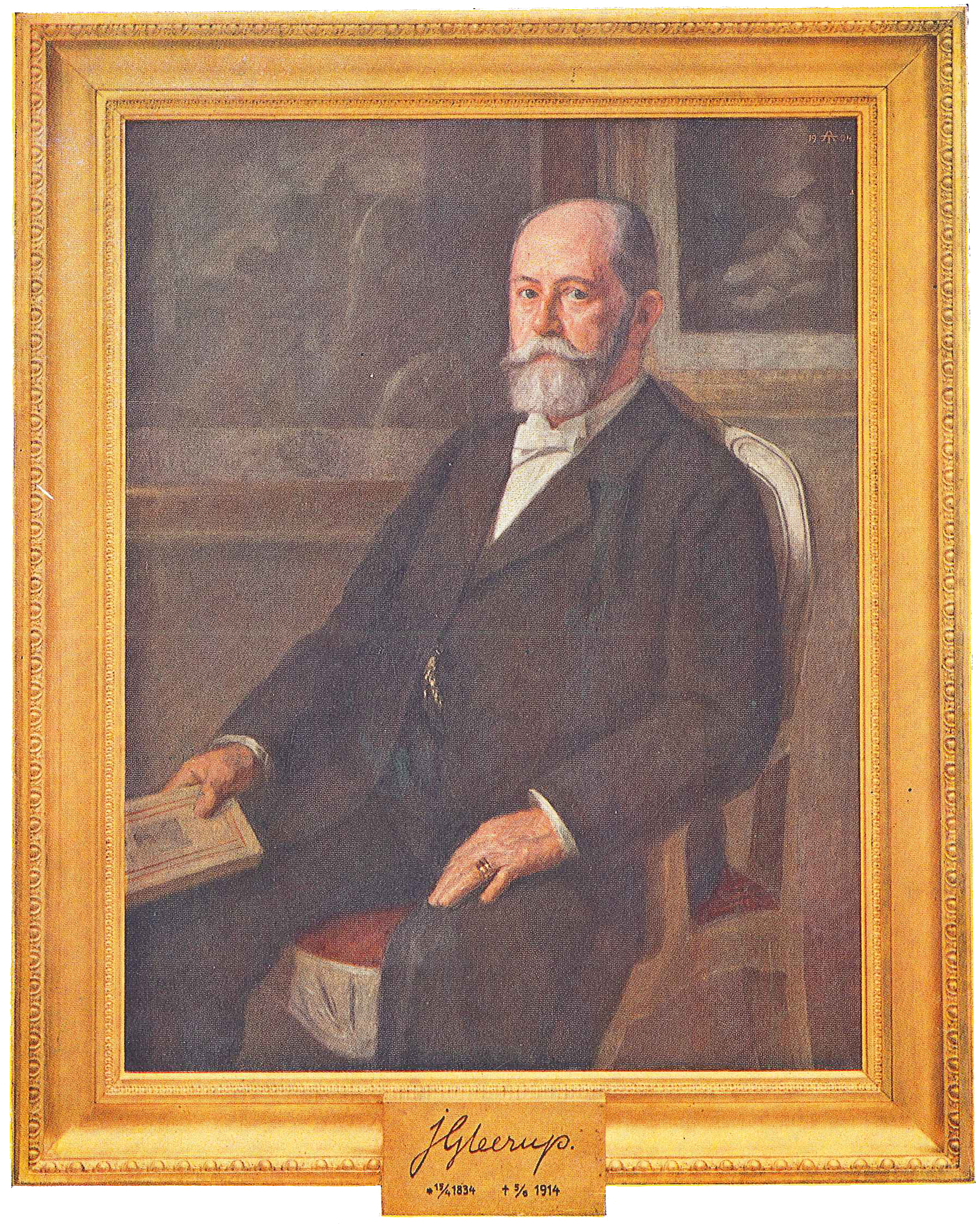
Anders Trulsons porträtt av bokförläggaren Jacob Gleerup.

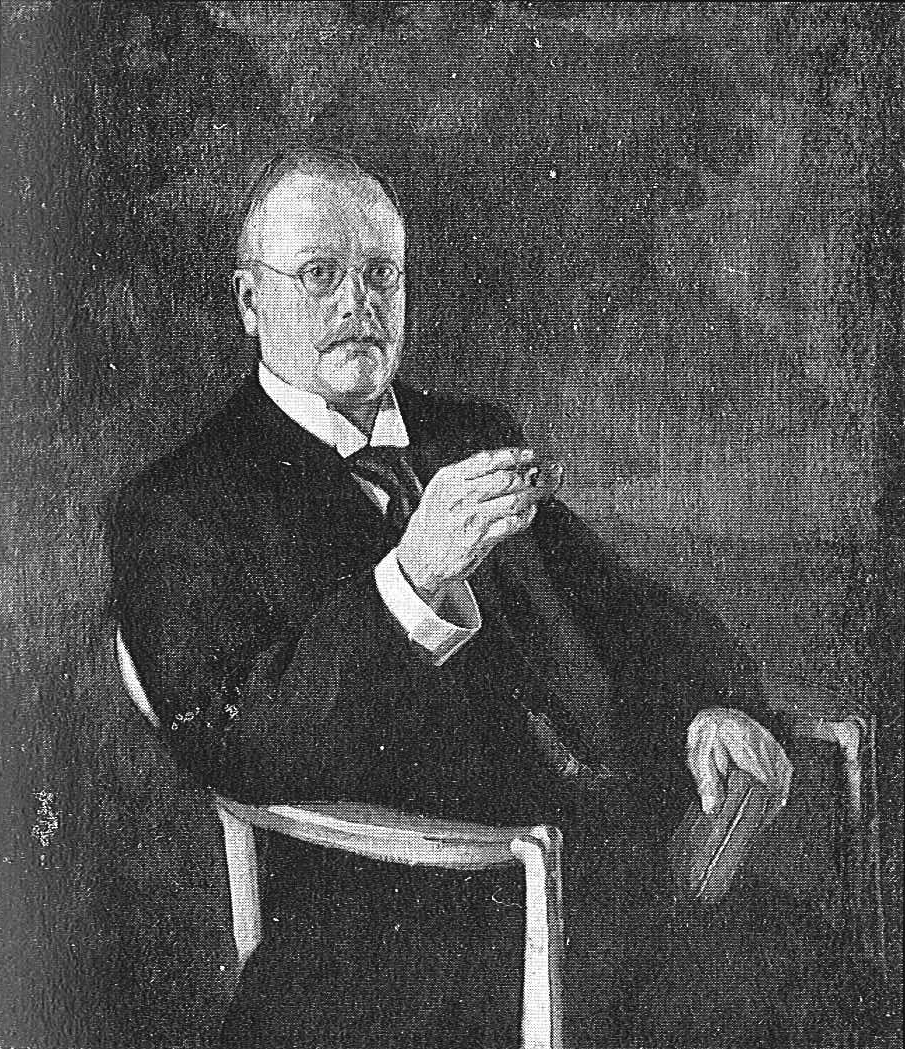
Anders Trulsons porträtt av konsthistorikern August Hahr.

Anders Persson Trulson, född 14 juli 1874 i Tosterup i södra Skåne, död 24 augusti 1911 i Civita d'Antino i L'Aquila i Abruzzo i Italien, var en svensk målare och tecknare.

## Biografi
Anders Trulson föddes i Tosterup, där fadern Per Trulson var kusk på ett gods. Han sattes som 13-åring i målarlära för en lokal målarmästare och lyckades efter några få plats hos en målarmästare i Lund där han tänkte studera vid Lunds tekniska skola. Omkring 1890 studerade han två vintrar vid skolan för B Bengtsson och Fredrik Krebs. Han fortsatte därefter sina studier 1892 med två terminer vid Det Tekniske Selskabs Skoler i Köpenhamn och för att klara sin försörjning under studietiden arbetade han som assistent till teaterdekoratören vid Det Kongelige Teater Valdemar Güllich. Under våren 1893 gick han den förberedande klassen på Det Kongelige Danske Kunstakademi med Frederik Vermehren som lärare. På hösten 1883 fick han tillträde till akademien och kunde nu studera vid modellskolan för Gustav Vilhelm Blom, Peter Ilsted, Otto Bache och Frants Henningsen fram till våren 1894. Därefter studerade han för Axel Kulle och Gustaf Cederström vid Kungliga Akademien för de fria konsterna i Stockholm 1894–1897 där han samtidigt deltog i Axel Tallbergs etsningskurs. Han blev enligt flera en dansk-svensk konstnärsblandning. Han bodde flera år i Lund där han upprätthöll en viss kontakt med konstnärskretsarna i Köpenhamn genom ett flertal besök eller periodiska vistelser. Med hjälp av hembygdens folkskollärare anordnades 1889 ett lotteri som inbringade drygt 200 kronor och med det ekonomiska bidraget kunde Trulson studera vid Kristian Zahrtmanns fria studieskola några månader 1900. Samma år debuterade han i en utställning med Konstföreningen för södra Sverige som visades i Malmö, Ystad och Kristianstad. Somrarna 1904 och 1905 tillbringade han i Arild där han blev medlem i Arildskolonien. Hans utlandsresor började sommaren 1906 då han reste till Torbole vid Gardasjön med ett uppehåll för museibesök i München. På nyåret 1907 återvände han via Berlin till München där han tillbringade tre månader. Resan fortsatte i maj 1907 till Paris och efter en kort tid reste han vidare till Belgien där Brygge blev den största upplevelsen under hela resan. Våren 1908 vistades han i Göteborg och på Marstrand där han utförde ett flertal målningar med västkustmotiv. På nyårsafton 1908 reste han till Paris där han under fem månader arbetade i Lucien Simons ateljé och på kvällarna tecknade han kroki på Académie de la Grande Chaumière. Han tillbringade därefter en tid i Bretagne innan han hösten 1909 återvände till Lund. Under våren 1910 blev han sjuk och reste därför under sommaren till Tyskland för att vistas på olika sanatorier. Vistelsen där återgav honom krafterna och under våren 1911 vikarierade han för Gunnar Hallström som föreståndare för Valands målarskola i Göteborg. I maj 1911 gav han sig ut på en resa via Berlin, Verona, Florens och Marina di Pisa där han tillbringade några veckor innan resan fortsatte till Rom för att slutligen i början av juni nå Civita d'Antino. Trulson dog 1911 i en långt framskriden lungtuberkulos bara 37 år gammal i Civita d'Antino. 1902 var han med och grundade Skånska konstnärslaget (1903–1916) som tillsammans med Konstföreningen för södra Sverige var centrum för det skånska konstlivet. Skånes konststil och liv var till stor del utanför övriga Sveriges, inte minst landskapsmåleriet vilket var präglat av ett eget färgspel.
Trulson som härstammade från en bondsläkt på Österlen med ett antal klockare som enda konstnärliga inslag fick ett helhjärtat av sina föräldrar där särskilt modern Inger Persdotter uppmuntrade honom i hans skapande. Däremot förlorade hembygdens ledande familj Ehrensvärd tidigt tron på hans konstnärliga förmåga och från familjen fick han bara några enstaka porträttbeställningar. Det var i Lund som han under sin livstid uppskattades mest där han umgicks med sin gamle lärare Krebs och andra verksamma lundakonstnärer och med sitt medlemskap i Lukasgillet gav honom vänskap med ett flertal litteratörer och akademiker. Han medverkade nästan årligen i Konstföreningen för södra Sveriges utställningar från 1900 och Skånska konstnärslaget utställningar i Malmö 1903–1907 och 1909–1910 samt samlingsutställningar i Lund, Ängelholm, Norrköping, Göteborg, Karlskrona och Stockholm. Tillsammans med Ernst Norlind och Fritz Kärfve ställde han ut i Malmö 1903. Han var representerad i De Fries utställning i Stockholm 1903, Espozione internazionale di Roma i Rom 1911 och en vandringsutställning med svensk konst som visades i Tyskland 1907 samt efter sin död på Baltiska utställningen i Malmö 1914. Minnesutställningar med hans konst visades i Lund och på Stockholms konstförening  1911 samt i Malmö 1941. Trulson är representerad vi Kulturhistoriska museet i Lund, Malmö museum och Nationalmuseum.

## Porträttmåleri
Tidigt i Trulsons målarverksamhet fascinerades han starkt av Rembrandt. Nils Gösta Sandblad skriver att Trulson tidigt både direkt kopierade Rembrandtmålningar och lät sig inspireras av ljusdunklet i dennes målningar. 1904, Trulsons ”bruna år”, gjorde han flera porträtt som Sandblad menar direkt inspirerats av Rembrandt. Birgit Rausing påpekar att Trulson tidigt visade sig ha anlag för porträttkonst. Och det var kring sekelskiftet 1900 som Trulson konstnärligt mognade som porträttmålare. I likhet med Rembrandt hade Trulson respekt för tingen och eftersträvade saklighet i måleriet. Hos Rembrandt lärde han sig att den fula kan avbildas till det vackra. Genom resorna kom måleriet senare att förändras och Trulson glida ifrån Rembrandtidealet. Sandblad menar att Trulson 1905 börjat gå ifrån Rembrandtdunklet mot mera en dagsljus stil och utvecklades i och med sin Parisresa mot en naturalistisk stil: att verkligen avbilda motivet som det såg ut, avbilda dess själ, och i porträtten: fånga det tidlösa och väsentliga. Sandblad betonar också det naturalistiska i att rätt avbilda vilken miljö personen på porträttet befinner sig i. Rausing menar dock att Trulson på intet sätt påverkades av Paris utan enbart av danska och tyska förbindelser. Speciellt gällande Trulsons senare självporträtt ser Sandblad att han strävade efter att verklighetstroget avbilda och fånga sin egen karaktär i målningen. Han nämner att Trulson trots att han såg sig själv i spegel när han målade sitt porträtt inte målade det spegelvänt. Sandblad använder ibland det komplexa ordet jugend i studier av Trulsons verk och stil, också som en viss koppling till samtiden. Här tänker Sandblad bland annat på viss stilisering och komposition i porträtten.
I Trulsons porträttmåleri kan man skilja på förstudier och färdiga porträtt. Små osignerade självporträtt betraktar Sandblad som ”skisser”. Han menar att man kan möta en Trulson som drömmer i skymningen , men det kan vara värt att påpeka att Trulson främst målade ”sakliga” porträtt. Skissandet och förstudierna borde kunna kopplas till det Sandblad skriver om Trulsons ”kantiga kraft” som uppkom när han var under inspiration och i viss mån att han gärna målade detaljer med breda penslar, vilket i och för sig också kan sägas göra en mera skissartad, levande känsla även på mer tidskrävande måleri. Exempel finns när Trulson jobbade både med riktig modell och skissade för att sedan renrita i ateljén och när han delvis avslutat porträtt efter fotografier. Sandblad menar också att Trulson efter 1909 i sin stil blev mera lik övriga Sverige.

## Landskapsmåleri
Sandblad menar att Trulson sällan målade fritt landskapsmåleri och att det bara undantagsvis hände att han inte fokuserade på något specifikt i bilden, såsom en skånsk länga, och därför ofta utförde porträttmåleri i landskapsmåleriet. Sandblad påpekar också Trulsons båda sidor i landskapsmåleriet precis som i porträttmåleriet: att både ”sakligt” och drömskt måleri förekommer. Ljust naturalistiskt måleri tog dock övertaget tidigare i landskapsmåleriet än i porträttkonsten. I det skånska landskapsmåleriet, i generationen före Trulson, dominerade ”landskapets konstnärliga upptäckare” Gustaf Rydberg. Så gott som varje skånsk konstnär tvingades att ta ställning till en av honom och impressionisterna grundlagd landskapssyn, däribland Trulson. Sandblad menar att Trulson tidvis hade mycket gemensamt med Rydberg. Båda hade respekt för och kärlek till de små vardagliga och ”fula” tingen: den rappade envåningslängan, gårdsplanens bråte, dynghögen utanför ladugården, hjulspåren i sörjan etc. Även om Trulson ofta var mera frisk realist än Rydberg. Rydberg hade precis som Trulson fått sin första konstnärliga utbildning i Danmark men fick sedan vidare utbildning i Düsseldorf, något som skulle prägla hans måleri tills han efter parisiska influenser under 1890-talet åter ändrade sin stil mot att bli mer frisk och ljus. Landskapsmåleriet förändrades under 1800-talets senare del i stort i Sverige från rena avbildande beskrivningen, (t.ex. Düsseldorf-måleriet) med mycket detaljer, till en ny öppenhet till verkligheten, att fånga naturens verkliga stämning, ljus och färgspel mera skissartat och utan att välja bort det ”fula”, samtidigt som konstnären flyttade ur ateljén ut i landskapet.
Från att ha målat ganska likt Rydberg både i färgton och i teknik gick Trulson under studierna i Stockholm och efter resan till Paris vidare. Även inom landskapsmåleriet var 1904 till stor del Trulsons ”bruna år”, här kopplat till stämningsromantik. Han fortsatte tiden efter med två inriktningar, både det dunklare måleriet och det ljusare, mer impressionistiska. Sommaren 1905 målar han med en ny stil i färger. Sandblad ser en nu tydligare skillnad än innan mellan kallare och varmare i måleriet, kontrasten mellan svalt friskt vatten, enligt Sandblad ytterligare olikt Rydberg, och varm solbelyst landmark. Samma sommar i Arild målade Trulson först förstudien Björken och sedan den kända Björken. Enligt både Ewert Wrangel och Sandblad var det den tavlan som befäste Trulsons anseende som konstnär. Sandblad menar att målningens stilisering går i Jugend, främst dess mjuka stiliserade linjespel i hur björken böjer sig i stormen. Sandblad sammanfattar Trulsons stil i porträtt, aktstudier, torgbilder och landskapsmålningar med ”hans lust att gå fulheten in på livet, tills han tvärs genom den nått dess koloristiska skönhet”.